# Liste der Biografien/Kuu
Liste der Biografien |
Portal Biografien |
Personensuche
# |
A |
B |
C |
D |
E |
F |
G |
H |
I |
J |
K |
L |
M |
N |
O |
P |
Q |
R |
S |
T |
U |
V |
W |
X |
Y |
Z |
?
 
Ka |
Kb |
Kc |
Kd |
Ke |
Kf |
Kg |
Kh |
Ki |
Kj |
Kl |
Km |
Kn |
Ko |
Kp |
Kr |
Ks |
Kt |
Ku |
Kv |
Kw |
Ky |
Kx |
Kz
 
Kua |
Kub |
Kuc |
Kud |
Kue |
Kuf |
Kug |
Kuh |
Kui |
Kuj |
Kuk |
Kul |
Kum |
Kun |
Kuo |
Kup |
Kuq |
Kur |
Kus |
Kut |
Kuu |
Kuv |
Kuw |
Kux |
Kuy |
Kuz
Die Liste der Biografien führt alle Personen auf, die in der deutschsprachigen Wikipedia einen Artikel haben. Dieses ist eine Teilliste mit 37 Einträgen von Personen, deren Namen mit den Buchstaben „Kuu“ beginnt.

## Kuu

### Kuub
- Kuuba, Kristin (* 1997), estnische Badmintonspielerin

### Kuug
- Kuugongelwa-Amadhila, Saara (* 1967), namibische Premierministerin

### Kuul
- Kuula, Toivo (1883–1918), finnischer Komponist
- Kuulberg, Mati (1947–2001), estnischer Komponist, Geiger und Musikpädagoge
- Kuulbusch, Aime (* 1942), estnische Bildhauerin
- Kuulman, Arnold (1895–1926), estnischer Fußballspieler

### Kuum
- Kuum, Jaanus (1964–1998), estnischer Radrennfahrer

### Kuur
- Kuurmaa, Lenna (* 1985), estnische Sängerin, Frontfrau der Girlband Vanilla NinjaLenna Kuurmaa (* 1985)

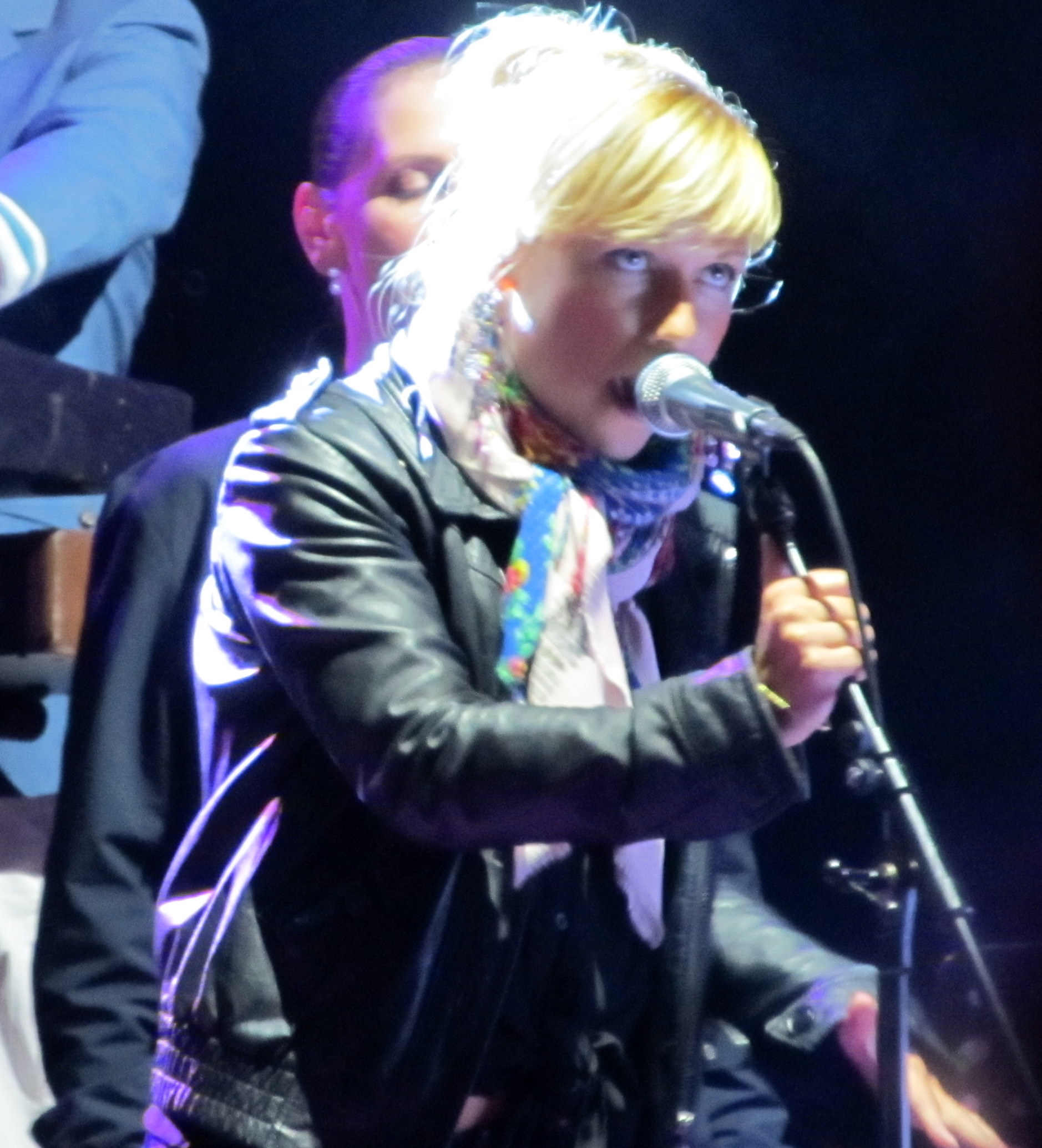
Lenna Kuurmaa (* 1985)

### Kuus
- Kuus, Elar (1899–1988), estnischer Autor von Kinder- und Jugendbüchern
- Kuus, Taivo (* 1969), estnischer Skilangläufer
- Kuusberg, Paul (1916–2003), estnischer Schriftsteller
- Kuusela, Armi (* 1934), finnisches Model und Schauspielerin
- Kuusela, Kristian (* 1983), finnischer Eishockeyspieler
- Kuusela, Toni (* 1994), finnischer Leichtathlet
- Kuusi, Helmi (1913–2000), finnische Malerin und Grafikerin
- Kuusik, Edgar Johan (1888–1974), estnischer Architekt
- Kuusik, Mart (1877–1965), estnisch-russischer Ruderer
- Kuusik, Marti (* 1970), estnischer Unternehmer und Politiker
- Kuusinen, Aino (1886–1970), finnische Mitarbeiterin der Kommunistischen Internationale (Komintern) und Agentin des militärischen Nachrichtendiensts der Roten Armee
- Kuusinen, Eero (* 1954), finnischer Skispringer und Skisprungfunktionär
- Kuusinen, Hertta (1904–1974), finnische Politikerin
- Kuusinen, Matt (* 1978), US-amerikanischer Skispringer
- Kuusinen, Otto Wille (1881–1964), finnischer und sowjetischer Politiker, Mitglied des ReichstagsOtto Wille Kuusinen (1881–1964)

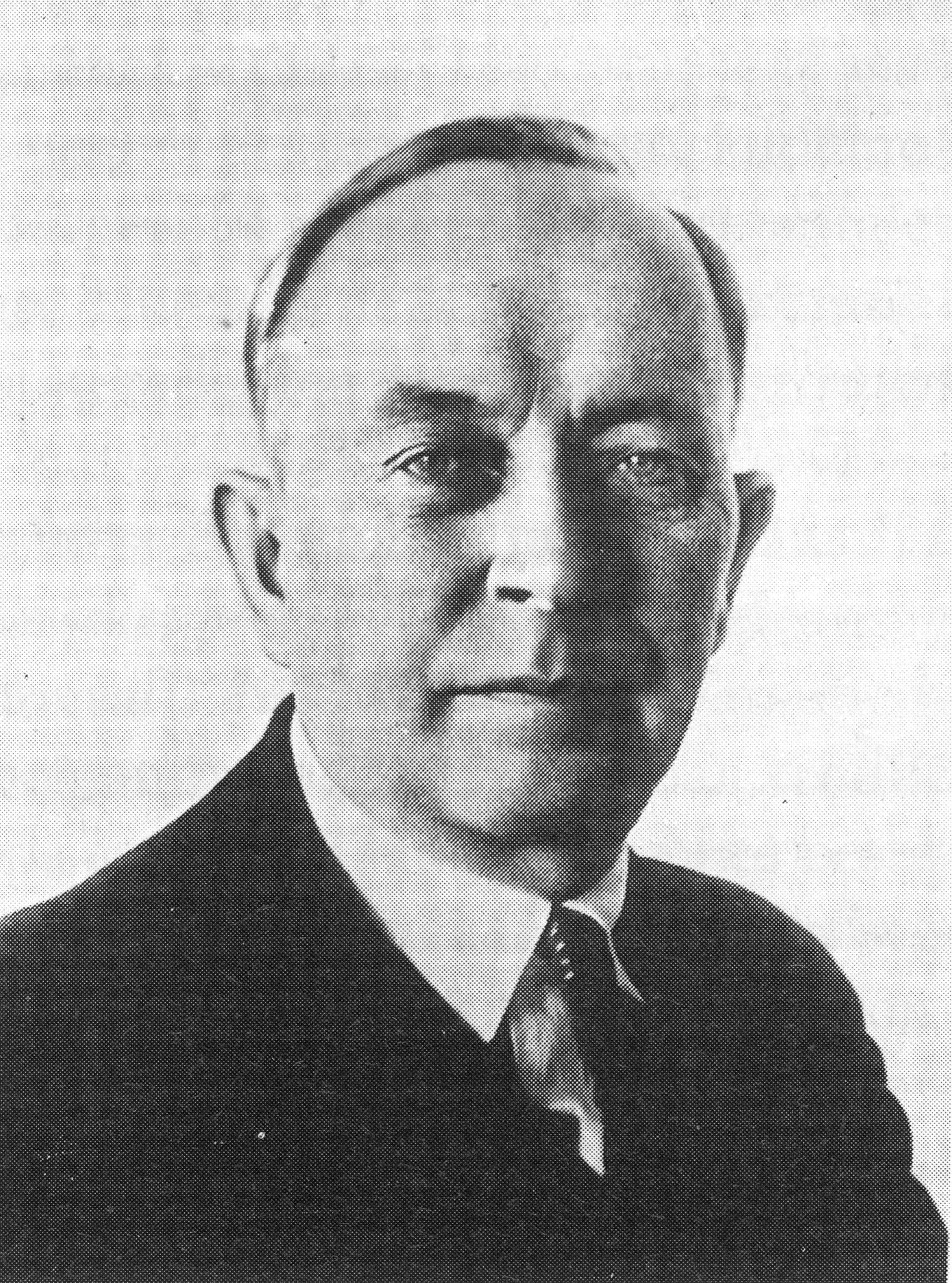
Otto Wille Kuusinen (1881–1964)

- Kuusinen, Paavo (1914–1979), finnischer Radrennfahrer
- Kuusiniemi, Kari (* 1960), finnische Richterin und Tischtennisspielerin
- Kuusiniemi, Santeri (* 1998), finnischer Leichtathlet
- Kuusisto, Merja (* 1968), finnische Skilangläuferin
- Kuusisto, Mika (* 1967), finnischer Skilangläufer
- Kuusisto, Pekka (* 1976), finnischer Geiger
- Kuusk, Ken (* 1992), estnischer Eishockeyspieler
- Kuusk, Kristina (* 1985), estnische Degenfechterin
- Kuusk, Priit (* 1973), estnischer Journalist
- Kuuskoski, Eeva (* 1946), finnische Politikerin (Nationale Sammlungspartei, Zentrumspartei), Abgeordnete und Ministerin
- Kuuskoski, Reino Iisakki (1907–1965), finnischer Politiker, Mitglied des Reichstags und Ministerpräsident
- Kuusniemi, Matleena (* 1973), finnische Schauspielerin
- Kuustonen, Iina (* 1984), finnische Schauspielerin

### Kuut
- Küüts, Indrek (* 1977), estnischer Badmintonspieler und -trainer